# 제21보병연대 (태국)
여왕의 근위대, 제21보병연대(태국어: กรมทหารราบที่ 21 รักษาพระองค์ ในสมเด็จพระนางเจ้าสิริกิติ์ พระบรมราชินีนาถ พระบรมราชชนนีพันปีหลวง, 영어: 21st Infantry Regiment, Queen Sirikit's Guard)는 태국 육군 제2보병사단 소속 보병연대이다. 여왕의 근위대로 지정된 근위부대이다.

## 역사
1950년 9월 22일 한국 전쟁에 참전하기 위해  제21연대전투단(21st Regimental Combat Team) 1대대가 창설되어 파병되었다. 이 부대가 이름을 변경하여 제21보병연대 (21st Infantry Regiment, Queen's Guard)가 되었다.
베트남 전쟁에도 참전하였다.

## 부대
- 여왕의 근위대, 제21보병연대, 제1보병대대
- 여왕의 근위대, 제21보병연대, 제2보병대대
- 여왕의 근위대, 제21보병연대, 제3보병대대

## 같이 보기
- 태국 한국 원정군
- 국왕의 근위대 (태국)
- 베트남 전쟁 당시의 태국(영어판)

## 참고 문헌
- 《영원한 동반자, 한국과 태국 -태국군 6·25전쟁 참전사-》. 국가보훈처, 제대군인국 제대군인정책과. 2010년. 68~133쪽.[깨진 링크(과거 내용 찾기)]

- 6.25 전쟁과 유엔군 - 국방부 군사편찬연구소, 2015 (E-BOOK) 보관됨 2023-07-09 - 웨이백 머신
- 6.25 전쟁과 유엔군 - 국방부 군사편찬연구소, 2015 (PDF) 보관됨 2023-07-09 - 웨이백 머신
- 통계로 본 6.25 전쟁 - 국방부 군사편찬연구소, 2014 (E-BOOK) 보관됨 2023-07-09 - 웨이백 머신
- 통계로 본 6.25 전쟁 - 국방부 군사편찬연구소, 2014 (PDF) 보관됨 2021-01-11 - 웨이백 머신
- 유엔군 지원사 - 국방부 군사연구소, 1998 (E-BOOK) 보관됨 2023-07-09 - 웨이백 머신
- 유엔군 지원사 - 국방부 군사연구소, 1998 (PDF) 보관됨 2023-07-09 - 웨이백 머신
- 한국전쟁 요약 - 국방부 전사편찬위원회, 1986 (PDF) 보관됨 2023-07-09 - 웨이백 머신
- 한국전쟁사 제11권 - 유엔군 참전편 (뉴질랜드, 필리핀, 남아프리카 공화국, 태국, 튀르키예, 영국, 미국, 덴마크, 인도, 이탈리아, 노르웨이, 스웨덴) - 국방부 전사편찬위원회, 1980 (E-BOOK) 보관됨 2023-07-07 - 웨이백 머신
- 한국전쟁사 제11권 - 유엔군 참전편 (뉴질랜드, 필리핀, 남아프리카 공화국, 태국, 튀르키예, 영국, 미국, 덴마크, 인도, 이탈리아, 노르웨이, 스웨덴) - 국방부 전사편찬위원회, 1980 (PDF) 보관됨 2023-07-09 - 웨이백 머신

- The History of the UN Forces in the Korean War-1 (Ethiopia, Philippines, South Africa, Thailand, Turkey) - ROK Ministry of National Defense Institute for Military History, 1972 (E-BOOK) 보관됨 2023-07-09 - 웨이백 머신
- The History of the UN Forces in the Korean War-1 (Ethiopia, Philippines, South Africa, Thailand, Turkey) - ROK Ministry of National Defense Institute for Military History, 1972 (PDF) 보관됨 2023-06-28 - 웨이백 머신
- The History of the UN Forces in the Korean War-6 (Summary) - ROK Ministry of National Defense Institute for Military History, 1977 (E-BOOK) 보관됨 2023-07-09 - 웨이백 머신
- The History of the UN Forces in the Korean War-6 (Summary) - ROK Ministry of National Defense Institute for Military History, 1977 (PDF) 보관됨 2023-06-28 - 웨이백 머신